# Lycka (album)
Lycka är ett musikalbum med Björn Ulvaeus och Benny Andersson som släpptes 1970 och är det första musikalbum där samtliga blivande Abba-medlemmar medverkar. Lycka är det enda musikalbum som Andersson och Ulvaeus utgivit under eget namn.

## Historik
Albumet producerades av Andersson och Ulvaeus tillsammans med Bengt Bernhag och ljudtekniker var Michael B. Tretow.
Efter detta album gick Andersson och Ulvaeus vidare och bildade popgruppen Abba tillsammans med sina respektive flickvänner Anni-Frid Lyngstad och Agnetha Fältskog, vilka båda förekommer i bakgrundskören på inspelningen Hej gamle man!. Detta är den första utgivna inspelningen där samtliga blivande Abba-medlemmar medverkar.
1975 spelade duon Svenne & Lotta in Kära gamla sol med engelsk text och titeln Roly-Poly Girl och tog med den på sitt album 2. Titelspåret Lycka spelades även in av Anni-Frid Lyngstad till hennes första musikalbum 1971. Abba gjorde en demoinspelning av Lycka med nyskriven engelsk text 1975. Titeln blev To Live with You.
1991 gavs albumet ut på CD-skiva och då lades Tänk om jorden vore ung med som förstaspår, vilket försköt övriga spår framåt och skivan innehöll totalt tolv spår. 2006 återutgavs albumet med fjorton bonusspår, där samtliga har spelats in av Andersson och Ulvaeus åren kring Lycka. Abba:s engelskspråkiga demoinspelning To Live with You utgavs för första gången på denna skiva.

## Låtlista
De sånger som inte har låtskrivare angivet nedan, är skrivna av Benny Andersson och Björn Ulvaeus. 

### A-Sidan
1. Lycka
2. Nånting är på väg
3. Kära gamla sol (Andersson-Ulvaeus-Anderson)
4. Det där med kärlek (Andersson-Ulvaeus-Himmelstrand)
5. Välkommen in i gänget (Andersson-Ulvaeus-Himmelstrand)
6. Lilla du, lilla vän (Andersson-Ulvaeus-Fugelstad)

### B-Sidan
1. Hej gamle man!
2. Liselott (Andersson-Ulvaeus-Fältskog)
3. Kalles visa (Andersson-Ulvaeus-Himmelstrand)
4. Ge oss en chans
5. Livet går sin gång

## Bonusspår
2006 gavs albumet ut på CD-skiva med flera bonusspår:
1. She's My Kind of Girl
2. Inga Theme (från långfilmen The Seduction Of Inga)
3. Det kan ingen doktor hjälpa (med Fältskog och Lyngstad i bakgrundskören)
4. På bröllop (med Fältskog och Lyngstad i bakgrundskören)
5. Tänk om jorden vore ung (med Fältskog och Lyngstad i bakgrundskören)
6. Träskofolket
7. En karusell (svensk version av Merry-Go-Round med Fältskog och Lyngstad i bakgrundskören)
8. Att finnas till (med Fältskog och Lyngstad i bakgrundskören)
9. Hey Musikant (tysk version av Hej gamle man! med Fältskog och Lyngstad i bakgrundskören)
10. Was Die Liebe Sagt (tysk version av Livet går sin gång)
11. Love Has Its Ways
12. Rock'n Roll Band (senare inspelad på nytt till Abba:s första musikalbum, Ring Ring 1973)
13. Merry-Go-Round (engelsk version av En karusell med Fältskog och Lyngstad i bakgrundskören)
14. To Live with You (engelsk demoversion av Lycka, inspelad 1975 och första gången utgiven på denna skiva 2006)